# Saison 1996-1997 de la LHJMQ
Saison précédente Saison suivante
La saison 1996-1997 est la vingt-huitième saison de hockey sur glace de la Ligue de hockey junior majeur du Québec. Les Olympiques de Hull remportent la Coupe du président en battant en finale les Saguenéens de Chicoutimi. 

## Contexte
Le Laser de Saint-Hyacinthe est relocalisé à Rouyn-Noranda au Québec et devient les Huskies de Rouyn-Noranda ; les Alpines de Moncton sont renommés en Wildcats de Moncton. La Coupe New Face, non remise la saison précédente, change de commanditaire et devient la Coupe RDS.

## Saison régulière

### Classement
| Clt | Équipe                   | PJ | V  | D  | N | BP  | BC  | Pts |
| --- | ------------------------ | -- | -- | -- | - | --- | --- | --- |
| 1   | Tigres de Victoriaville  | 70 | 43 | 23 | 4 | 293 | 216 | 90  |
| 2   | Cataractes de Shawinigan | 70 | 41 | 24 | 5 | 277 | 232 | 87  |
| 3   | Mooseheads d'Halifax     | 70 | 37 | 29 | 4 | 267 | 255 | 78  |
| 4   | Saguenéens de Chicoutimi | 70 | 37 | 30 | 3 | 271 | 222 | 77  |
| 5   | Océanic de Rimouski      | 70 | 34 | 31 | 5 | 298 | 261 | 73  |
| 6   | Harfangs de Beauport     | 70 | 24 | 44 | 2 | 216 | 284 | 50  |
| 7   | Wildcats de Moncton      | 70 | 16 | 52 | 2 | 192 | 354 | 34  |

| Clt | Équipe                          | PJ | V  | D  | N | BP  | BC  | Pts |
| --- | ------------------------------- | -- | -- | -- | - | --- | --- | --- |
| 1   | Olympiques de Hull              | 70 | 48 | 19 | 3 | 346 | 205 | 99  |
| 2   | Prédateurs de Granby            | 70 | 44 | 20 | 6 | 304 | 210 | 94  |
| 3   | Foreurs de Val-d'Or             | 70 | 40 | 28 | 2 | 268 | 230 | 82  |
| 4   | Voltigeurs de Drummondville     | 70 | 36 | 33 | 1 | 305 | 287 | 73  |
| 5   | Titan Collège français de Laval | 70 | 27 | 40 | 3 | 260 | 314 | 57  |
| 6   | Faucons de Sherbrooke           | 70 | 24 | 45 | 1 | 206 | 283 | 49  |

- En gras et en italique : champion de la saison régulière
- En gras : champion de division
- En italique : qualifié pour les séries

### Meilleurs pointeurs
| Joueur             | Équipe               | PJ | B  | A  | Pts | Pun |
| ------------------ | -------------------- | -- | -- | -- | --- | --- |
| Pavel Rosa         | Hull                 | 68 | 63 | 89 | 152 | 56  |
| Martin Ménard      | Hull                 | 60 | 59 | 82 | 141 | 57  |
| Daniel Brière      | Drummondville        | 59 | 52 | 78 | 130 | 86  |
| Martin Chouinard   | Granby               | 69 | 41 | 83 | 124 | 126 |
| Éric Normandin     | Rimouski             | 65 | 47 | 75 | 122 | 236 |
| Daniel Corso       | Victoriaville        | 54 | 51 | 68 | 119 | 50  |
| Éric Bélanger      | Beauport et Rimouski | 62 | 39 | 78 | 107 | 66  |
| Philippe Audet     | Granby               | 67 | 52 | 56 | 108 | 150 |
| Jean-Pierre Dumont | Val-d'Or             | 62 | 44 | 64 | 108 | 88  |
| Guy Loranger       | Shawinigan           | 70 | 44 | 62 | 106 | 101 |

## Séries éliminatoires
Les équipes classées de la 3e à la 6e place de chaque division s'affrontent en huitième de finale des séries éliminatoires. Elles retrouvent ensuite en quart de finale les deux meilleures équipes de chaque division qui sont qualifiées directement pour cette étape.
|  | Huitièmes de finale             | Huitièmes de finale             | Huitièmes de finale         | Huitièmes de finale         |                          |                          | Quarts de finale        | Quarts de finale        | Quarts de finale        | Quarts de finale        |  |  | Demi-finales     | Demi-finales     | Demi-finales     | Demi-finales     |  |  | Finale            | Finale            | Finale            | Finale            |
|  |                                 |                                 |                             |                             |                          |                          |                         |                         |                         |                         |  |  |                  |                  |                  |                  |  |  |                   |                   |                   |                   |
|  |                                 |                                 |                             |                             |                          |                          | du 25 mars au 1er avril | du 25 mars au 1er avril | du 25 mars au 1er avril | du 25 mars au 1er avril |  |  | du 8 au 15 avril | du 8 au 15 avril | du 8 au 15 avril | du 8 au 15 avril |  |  | du 22 au 29 avril | du 22 au 29 avril | du 22 au 29 avril | du 22 au 29 avril |
|  |                                 |                                 |                             |                             |                          |                          | du 25 mars au 1er avril | du 25 mars au 1er avril | du 25 mars au 1er avril | du 25 mars au 1er avril |  |  | du 8 au 15 avril | du 8 au 15 avril | du 8 au 15 avril | du 8 au 15 avril |  |  | du 22 au 29 avril | du 22 au 29 avril | du 22 au 29 avril | du 22 au 29 avril |
|  |                                 |                                 |                             |                             |                          |                          | du 25 mars au 1er avril | du 25 mars au 1er avril | du 25 mars au 1er avril | du 25 mars au 1er avril |  |  | du 8 au 15 avril | du 8 au 15 avril | du 8 au 15 avril | du 8 au 15 avril |  |  | du 22 au 29 avril | du 22 au 29 avril | du 22 au 29 avril | du 22 au 29 avril |
|  |                                 |                                 |                             |                             |                          |                          | du 25 mars au 1er avril | du 25 mars au 1er avril | du 25 mars au 1er avril | du 25 mars au 1er avril |  |  | du 8 au 15 avril | du 8 au 15 avril | du 8 au 15 avril | du 8 au 15 avril |  |  | du 22 au 29 avril | du 22 au 29 avril | du 22 au 29 avril | du 22 au 29 avril |
|  | Olympiques de Hull              | Olympiques de Hull              | 4                           | 4                           |                          |                          |                         |                         |                         |                         |  |  | du 8 au 15 avril | du 8 au 15 avril | du 8 au 15 avril | du 8 au 15 avril |  |  | du 22 au 29 avril | du 22 au 29 avril | du 22 au 29 avril | du 22 au 29 avril |
|  | Olympiques de Hull              | Olympiques de Hull              | 4                           | 4                           | du 17 au 20 mars         |                          |                         |                         |                         |                         |  |  | du 8 au 15 avril | du 8 au 15 avril | du 8 au 15 avril | du 8 au 15 avril |  |  | du 22 au 29 avril | du 22 au 29 avril | du 22 au 29 avril | du 22 au 29 avril |
|  |                                 |                                 | Voltigeurs de Drummondville | Voltigeurs de Drummondville | 1                        | 1                        |                         |                         |                         |                         |  |  | du 8 au 15 avril | du 8 au 15 avril | du 8 au 15 avril | du 8 au 15 avril |  |  | du 22 au 29 avril | du 22 au 29 avril | du 22 au 29 avril | du 22 au 29 avril |
|  | Voltigeurs de Drummondville     | Voltigeurs de Drummondville     | Voltigeurs de Drummondville | Voltigeurs de Drummondville | 1                        | 1                        | 3                       | 3                       |                         |                         |  |  | du 8 au 15 avril | du 8 au 15 avril | du 8 au 15 avril | du 8 au 15 avril |  |  | du 22 au 29 avril | du 22 au 29 avril | du 22 au 29 avril | du 22 au 29 avril |
|  | Voltigeurs de Drummondville     | Voltigeurs de Drummondville     | du 25 mars au 1er avril     |                             |                          |                          | 3                       | 3                       |                         |                         |  |  | du 8 au 15 avril | du 8 au 15 avril | du 8 au 15 avril | du 8 au 15 avril |  |  | du 22 au 29 avril | du 22 au 29 avril | du 22 au 29 avril | du 22 au 29 avril |
|  | Titan Collège français de Laval | Titan Collège français de Laval | 0                           | 0                           |                          |                          |                         |                         |                         |                         |  |  | du 8 au 15 avril | du 8 au 15 avril | du 8 au 15 avril | du 8 au 15 avril |  |  | du 22 au 29 avril | du 22 au 29 avril | du 22 au 29 avril | du 22 au 29 avril |
|  | Titan Collège français de Laval | Titan Collège français de Laval | 0                           | 0                           | Olympiques de Hull       | Olympiques de Hull       | 4                       | 4                       |                         |                         |  |  |                  |                  |                  |                  |  |  | du 22 au 29 avril | du 22 au 29 avril | du 22 au 29 avril | du 22 au 29 avril |
|  | du 17 au 20 mars                |                                 |                             |                             | Olympiques de Hull       | Olympiques de Hull       | 4                       | 4                       |                         |                         |  |  |                  |                  |                  |                  |  |  | du 22 au 29 avril | du 22 au 29 avril | du 22 au 29 avril | du 22 au 29 avril |
|  |                                 |                                 | Foreurs de Val-d'Or         | Foreurs de Val-d'Or         | 1                        | 1                        |                         |                         |                         |                         |  |  |                  |                  |                  |                  |  |  | du 22 au 29 avril | du 22 au 29 avril | du 22 au 29 avril | du 22 au 29 avril |
|  | Foreurs de Val-d'Or             | Foreurs de Val-d'Or             | Foreurs de Val-d'Or         | Foreurs de Val-d'Or         | 1                        | 1                        | 3                       | 3                       |                         |                         |  |  |                  |                  |                  |                  |  |  | du 22 au 29 avril | du 22 au 29 avril | du 22 au 29 avril | du 22 au 29 avril |
|  | Foreurs de Val-d'Or             | Foreurs de Val-d'Or             | du 7 au 20 avril            |                             |                          |                          | 3                       | 3                       |                         |                         |  |  |                  |                  |                  |                  |  |  | du 22 au 29 avril | du 22 au 29 avril | du 22 au 29 avril | du 22 au 29 avril |
|  | Faucons de Sherbrooke           | Faucons de Sherbrooke           | 0                           | 0                           |                          |                          |                         |                         |                         |                         |  |  |                  |                  |                  |                  |  |  | du 22 au 29 avril | du 22 au 29 avril | du 22 au 29 avril | du 22 au 29 avril |
|  | Faucons de Sherbrooke           | Faucons de Sherbrooke           | 0                           | 0                           | Foreurs de Val-d'Or      | Foreurs de Val-d'Or      | 4                       | 4                       |                         |                         |  |  |                  |                  |                  |                  |  |  | du 22 au 29 avril | du 22 au 29 avril | du 22 au 29 avril | du 22 au 29 avril |
|  |                                 |                                 |                             |                             | Foreurs de Val-d'Or      | Foreurs de Val-d'Or      | 4                       | 4                       |                         |                         |  |  |                  |                  |                  |                  |  |  | du 22 au 29 avril | du 22 au 29 avril | du 22 au 29 avril | du 22 au 29 avril |
|  |                                 |                                 | Prédateurs de Granby        | Prédateurs de Granby        | 1                        | 1                        |                         |                         |                         |                         |  |  |                  |                  |                  |                  |  |  | du 22 au 29 avril | du 22 au 29 avril | du 22 au 29 avril | du 22 au 29 avril |
|  |                                 |                                 |                             |                             | 1                        | 1                        |                         |                         |                         |                         |  |  |                  |                  |                  |                  |  |  | du 22 au 29 avril | du 22 au 29 avril | du 22 au 29 avril | du 22 au 29 avril |
|  |                                 | du 25 mars au 4 avril           |                             |                             |                          |                          |                         |                         |                         |                         |  |  |                  |                  |                  |                  |  |  | du 22 au 29 avril | du 22 au 29 avril | du 22 au 29 avril | du 22 au 29 avril |
|  |                                 |                                 |                             |                             |                          |                          |                         |                         |                         |                         |  |  |                  |                  |                  |                  |  |  | du 22 au 29 avril | du 22 au 29 avril | du 22 au 29 avril | du 22 au 29 avril |
|  | Olympiques de Hull              | Olympiques de Hull              | 4                           | 4                           |                          |                          |                         |                         |                         |                         |  |  |                  |                  |                  |                  |  |  |                   |                   |                   |                   |
|  | Olympiques de Hull              | Olympiques de Hull              | 4                           | 4                           |                          |                          |                         |                         |                         |                         |  |  |                  |                  |                  |                  |  |  |                   |                   |                   |                   |
|  |                                 |                                 | Saguenéens de Chicoutimi    | Saguenéens de Chicoutimi    | 0                        | 0                        |                         |                         |                         |                         |  |  |                  |                  |                  |                  |  |  |                   |                   |                   |                   |
|  |                                 |                                 |                             |                             | 0                        | 0                        |                         |                         |                         |                         |  |  |                  |                  |                  |                  |  |  |                   |                   |                   |                   |
|  |                                 |                                 |                             |                             |                          |                          |                         |                         |                         |                         |  |  |                  |                  |                  |                  |  |  |                   |                   |                   |                   |
|  |                                 |                                 |                             |                             |                          |                          |                         |                         |                         |                         |  |  |                  |                  |                  |                  |  |  |                   |                   |                   |                   |
|  | Tigres de Victoriaville         | Tigres de Victoriaville         | 2                           | 2                           |                          |                          |                         |                         |                         |                         |  |  |                  |                  |                  |                  |  |  |                   |                   |                   |                   |
|  | Tigres de Victoriaville         | Tigres de Victoriaville         | 2                           | 2                           | du 17 au 21 mars         |                          |                         |                         |                         |                         |  |  |                  |                  |                  |                  |  |  |                   |                   |                   |                   |
|  |                                 |                                 | Saguenéens de Chicoutimi    | Saguenéens de Chicoutimi    | 4                        | 4                        |                         |                         |                         |                         |  |  |                  |                  |                  |                  |  |  |                   |                   |                   |                   |
|  | Saguenéens de Chicoutimi        | Saguenéens de Chicoutimi        | Saguenéens de Chicoutimi    | Saguenéens de Chicoutimi    | 4                        | 4                        | 3                       | 3                       |                         |                         |  |  |                  |                  |                  |                  |  |  |                   |                   |                   |                   |
|  | Saguenéens de Chicoutimi        | Saguenéens de Chicoutimi        | du 25 mars au 4 avril       |                             |                          |                          | 3                       | 3                       |                         |                         |  |  |                  |                  |                  |                  |  |  |                   |                   |                   |                   |
|  | Océanic de Rimouski             | Océanic de Rimouski             | 1                           | 1                           |                          |                          |                         |                         |                         |                         |  |  |                  |                  |                  |                  |  |  |                   |                   |                   |                   |
|  | Océanic de Rimouski             | Océanic de Rimouski             | 1                           | 1                           | Saguenéens de Chicoutimi | Saguenéens de Chicoutimi | 4                       | 4                       |                         |                         |  |  |                  |                  |                  |                  |  |  |                   |                   |                   |                   |
|  | du 17 au 21 mars                |                                 |                             |                             | Saguenéens de Chicoutimi | Saguenéens de Chicoutimi | 4                       | 4                       |                         |                         |  |  |                  |                  |                  |                  |  |  |                   |                   |                   |                   |
|  |                                 |                                 | Mooseheads d'Halifax        | Mooseheads d'Halifax        | 3                        | 3                        |                         |                         |                         |                         |  |  |                  |                  |                  |                  |  |  |                   |                   |                   |                   |
|  | Mooseheads d'Halifax            | Mooseheads d'Halifax            | Mooseheads d'Halifax        | Mooseheads d'Halifax        | 3                        | 3                        | 3                       | 3                       |                         |                         |  |  |                  |                  |                  |                  |  |  |                   |                   |                   |                   |
|  | Mooseheads d'Halifax            | Mooseheads d'Halifax            |                             |                             |                          |                          |                         | 3                       |                         |                         |  |  |                  |                  |                  |                  |  |  |                   |                   |                   |                   |
|  | Harfangs de Beauport            | Harfangs de Beauport            | 1                           | 1                           |                          |                          |                         |                         |                         |                         |  |  |                  |                  |                  |                  |  |  |                   |                   |                   |                   |
|  | Harfangs de Beauport            | Harfangs de Beauport            | 1                           | 1                           | Mooseheads d'Halifax     | Mooseheads d'Halifax     | 4                       | 4                       |                         |                         |  |  |                  |                  |                  |                  |  |  |                   |                   |                   |                   |
|  |                                 |                                 |                             |                             | Mooseheads d'Halifax     | Mooseheads d'Halifax     | 4                       | 4                       |                         |                         |  |  |                  |                  |                  |                  |  |  |                   |                   |                   |                   |
|  |                                 |                                 | Cataractes de Shawinigan    | Cataractes de Shawinigan    | 3                        | 3                        |                         |                         |                         |                         |  |  |                  |                  |                  |                  |  |  |                   |                   |                   |                   |
|  |                                 |                                 |                             |                             | 3                        | 3                        |                         |                         |                         |                         |  |  |                  |                  |                  |                  |  |  |                   |                   |                   |                   |
|  |                                 |                                 |                             |                             |                          |                          |                         |                         |                         |                         |  |  |                  |                  |                  |                  |  |  |                   |                   |                   |                   |
|  |                                 |                                 |                             |                             |                          |                          |                         |                         |                         |                         |  |  |                  |                  |                  |                  |  |  |                   |                   |                   |                   |
|  |                                 |                                 |                             |                             |                          |                          |                         |                         |                         |                         |  |  |                  |                  |                  |                  |  |  |                   |                   |                   |                   |
|  |                                 |                                 |                             |                             |                          |                          |                         |                         |                         |                         |  |  |                  |                  |                  |                  |  |  |                   |                   |                   |                   |

## Équipes d'étoiles
La ligue sélectionne trois équipes d'étoiles dont une pour les recrues.

### Première équipe
- Gardien de but : Marc Denis, Saguenéens de Chicoutimi
- Défenseur gauche : Derrick Walser, Harfangs de Beauport et Océanic de Rimouski
- Défenseur droit : Stéphane Robidas, Cataractes de Shawinigan
- Ailier gauche : Philippe Audet, Bisons de Granby
- Centre : Daniel Corso, Tigres de Victoriaville
- Ailier droit : Pavel Rosa, Olympiques de Hull
- Entraîneur : Clément Jodoin, Mooseheads d'Halifax

### Deuxième équipe
- Gardien de but : Jean-Sébastien Giguère, Mooseheads d'Halifax
- Défenseur gauche : Radoslav Suchy, Faucons de Sherbrooke et Saguenéens de Chicoutimi
- Défenseur droit : Frédéric Bouchard, Huskies de Rouyn-Noranda et Saguenéens de Chicoutimi
- Ailier gauche : Jean-Pierre Dumont, Foreurs de Val-d'Or
- Centre : Daniel Brière, Voltigeurs de Drummondville
- Ailier droit : Éric Normandin, Océanic de Rimouski
- Entraîneur : Alain Rajotte, Tigres de Victoriaville

### Équipe des recrues
- Gardien de but : Christian Bronsard, Olympiques de Hull
- Défenseur gauche : François Beauchemin, Titan de Laval et Jeffrey Sullivan, Bisons de Granby et Mooseheads d'Halifax
- Défenseur droit : Jonathan Girard, Titan de Laval
- Ailier gauche : Alex Tanguay, Mooseheads d'Halifax
- Centre : Vincent Lecavalier, Océanic de Rimouski
- Ailier droit : Gregor Baumgartner, Titan Collège français de Laval
- Entraîneur : Denis Francoeur, Cataractes de Shawinigan

## Trophées
Trois récompenses collectives et dix-neuf individuelles sont décernées.

### Récompenses collectives
- Coupe du président (champions des séries éliminatoires) : Olympiques de Hull
- Trophée Jean-Rougeau (champions de la saison régulière) : Olympiques de Hull
- Trophée Robert-Lebel (meilleure moyenne de buts encaissés) : Olympiques de Hull

### Récompenses individuelles
- Trophée Jean-Béliveau (meilleur pointeur) : Pavel Rosa, Olympiques de Hull
- Trophée Jacques-Plante (meilleure moyenne de buts encaissés) : Marc Denis, Saguenéens de Chicoutimi
- Trophée Michel-Bergeron (meilleure recrue offensive) : Vincent Lecavalier, Océanic de Rimouski
- Trophée Frank-J.-Selke (joueur le plus gentilhomme) : Daniel Brière, Voltigeurs de Drummondville
- Trophée Michel-Brière (meilleur joueur) : Daniel Corso, Tigres de Victoriaville
- Trophée Émile-Bouchard (meilleur défenseur) : Stéphane Robidas, Cataractes de Shawinigan
- Trophée Guy-Lafleur (meilleur joueur des séries éliminatoires) : Christian Bronsard, Olympiques de Hull
- Trophée Michael-Bossy (meilleur espoir) : Roberto Luongo, Foreurs de Val-d'Or
- Trophée Raymond-Lagacé (meilleure recrue défensive) : Christian Bronsard, Olympiques de Hull
- Trophée Marcel-Robert (meilleur étudiant) : Luc Vaillancourt, Harfangs de Beauport
- Trophée Paul-Dumont (personnalité de l'année) : Michel Therrien, Prédateurs de Granby
- Trophée John-Horman (administrateur de l'année) : Harold MacKay, Mooseheads d'Halifax
- Coupe Ford - Offensif (meilleur joueur offensif de l'année) : Pavel Rosa, Olympiques de Hull
- Coupe Ford - Défensif (meilleur joueur défensif de l'année) : Jean-Sébastien Giguère, Mooseheads d'Halifax
- Plaque AutoPro (meilleur différentiel plus/moins) : Pavel Rosa, Olympiques de Hull
- Plaque du Groupe Saint-Clair (meilleur directeur marketing) : Matt McKnight, Mooseheads d'Halifax
- Coupe RDS (meilleure recrue) : Vincent Lecavalier, Océanic de Rimouski
- Trophée Ron-Lapointe (meilleur entraîneur) : Clément Jodoin, Mooseheads d'Halifax
- Plaque Karcher (plus grande implication dans la communauté) : Jason Groleau, Tigres de Victoriaville